# Мамуджу
Мамуджу (индон. Mamuju) — населённый пункт в Индонезии на острове Сулавеси. Административный центр провинции Западный Сулавеси, а также одноимённого округа. Не имеет статуса города, с административной точки зрения является районом. Население составляет около 40 тыс. человек.

## Общая информация
Мамужду заселён преимущественно мусульманами. Также присутствуют небольшие христианские и буддистские общины. 
На территории Мамуджу выращивают бананы, джекфруты, рамбутаны, дурианы и рис. 
В городских школах Мамужду дают лишь начальное общее образование. Чтобы продолжить образование, ученики должны ехать в большие города, такие, как Макасар.
Находится в сейсмически активной местности, периодически страдает от землетрясений. Последнее произошло в январе 2021 года: в результате толчком в городе и его окрестностях погибло более ста человек, произошли значительные разрушения.

## Географическое положение
Находится на высоте 41 м над уровнем моря.

## Города-побратимы
- Горонтало, Индонезия
- Соуэто, ЮАР